# 1802 год в театре

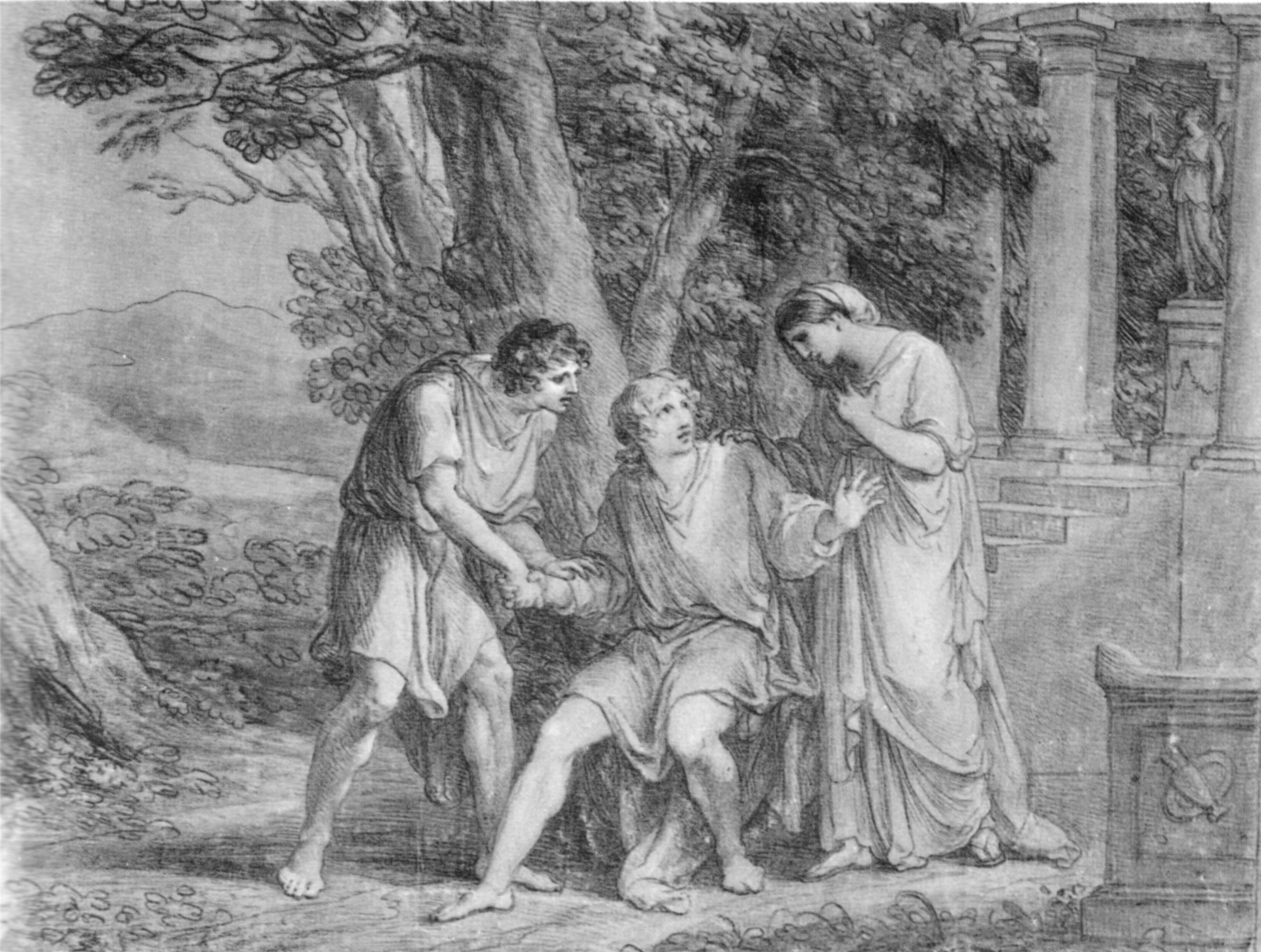
Сцена из III акта «Ифигении в Тавриде» И. В. фон Гёте (в центре — Гёте в роли Ореста), рисунок Ангелики Кауфман

1802 год в театре

## События
- В Воронеже постановкой комической оперы «Мельник — колдун, обманщик и сват» в помещении бывшего дома Василия Черткова открылся Воронежской публичный театр. Побывавший в городе в том же году Филипп Вигель писал, что «В одном только Воронеже была тогда вольная труппа, составившаяся из охотников и отпущенных на волю крепостных актёров».
- В Саратове основан Саратовский драматический театр.
- В немецком Бамберге открылся частный театр, впоследствии названный именем Э. Т. А. Гофмана, служившего здесь в 1808—1813 годах.

### Постановки
- В Веймаре была представлена окончательная версия трагедии И. В. фон Гёте «Ифигения в Тавриде[англ.]».
- Весна — в Венеции, на сцене театра «Сан-Моизе», состоялась премьера оперы Симона Майра «Вертер[нем.]».
- В Санкт-Петербурге состоялась премьера балета Ивана Вальберха «Жертвоприношение благодарности».

## Деятели театра
- Император Священной римской империи Франц II пожаловал драматургу Фридриху Шиллеру дворянство.
- По приглашению первого консула Наполеона композитор Джованни Паизиелло приезжает из Неаполя в Париж; туда же перебирается композитор Гаспаре Спонтини.
- Апрель — балетмейстер Шарль Дидло дебютировал на сцене петербургского Большого театра постановкой балета «Аполлон и Дафна».
- 3 августа — в Париже, в театре «Комеди-Франсез» состоялся дебют мадемуазель Дюшенуа в «Федре» Жана Расина.
- 28 ноября — в Париже, в театре «Комеди-Франсез» состоялся дебют мадемуазель Жорж в роли Клитемнестры в «Ифигении в Авлиде» Жана Расина; в том же году она становится любовницей Наполеона.
- Воспитанница Петербургской театральной школы Екатерина Семёнова дебютировала на школьной сцене в пьесах Коцебу «Примирение двух братьев» и «Корсиканцы».

### Родились
- 9 февраля, Перпиньян — французский драматург, директор театра «Водевиль» в 1829—1840 годах, Этьенн Араго.
- 3 марта, Монпелье — французский оперный певец и либреттист, автор либретто балета «Сильфида» Адольф Нурри.
- 27 апреля, Ньон, Швейцария — французский композитор Луи Нидермейер.
- 31 мая, Генуя — итальянский композитор, автор 312 балетов и 10 опер Цезарь Пуни.
- 24 июля, Вилле-Котре — французский писатель и драматург Александр Дюма.

### Скончались
- 14 июня, Париж — французская балерина Мари Аллар.
- 28 июля, Берлин — итальянский композитор и дирижёр Джузеппе Сарти.
- 23 августа, Ильменау, Тюрингия — немецкая актриса и певица Корона Шрётер.
- Сентябрь, Лондон, долговая тюрьма Кингс-бенч[англ.] — итальянский композитор и дирижёр Чезаре Босси[англ.].
- 22 октября, Париж — французская певица, первая исполнительница партии Эвридики в опере К. В. Глюка «Орфей и Эвридика» Софи Арну.